# كمال شارما
كمال شارما (بالهندية: कमल शर्मा؛ بالإنجليزية: Kamal Sharma) هو سياسي هندي، ولد في 17 مارس 1970 في فيروزفور في الهند، وتوفي بنفس المكان في 27 أكتوبر 2019 بسبب نوبة قلبية. نشط حزبياً في حزب بهاراتيا جاناتا.